# Gabrielle Roy
Gabrielle Roy   (Saint Boniface, 22 de març de 1909 - Ciutat de Quebec, 13 de juliol de 1983) fou una escriptora francocanadenca de Manitoba pertanyent a una generació influïda pels corrents europeus,
i destacada pel retrat de les classes populars en novel·les com Bonheur d'occasion, La Petite Poule d'eau o Rue Deschambault.
| «                    | Escriure és una necessitat. És quasi físic. Una no pot evitar prendre la ploma. De tocar la pàgina en blanc que està allà, estesa. Tota presta a rebre. I u escriu justament perquè ho vol donar. Perquè vol compartir amb altri. Perquè ha escoltada, o compresa, la veritat de cert èssers i ho deu dir. | » |
| — Roy, abril de 1966 | |   |

## Biografia
Marie-Rose-Emma-Gabrielle Roy nasqué el 22 de març del 1909 a Saint-Boniface, el districte catòlic francòfon de Winnipeg, filla de pares quebequesos emigrats a Manitoba a la fi del segle XIX: son pare, Léon Roy, havia adquirit una concessió a la vall de Pembina el 1883 i, tres anys més tard, esposà Mélina Landry, una jove a denou anys originària de la Joliette. El pare, afiliat al Partit Liberal del Canadà, prosperà durant el govern de Wilfrid Laurier (1896-1911), obtingué una lloc de funcionari a l'Immigration Hall de Winnipeg i es traslladà junt amb la muller i llurs cinc fills a Saint-Boniface, on en tingueren cinc més, la darrera dels quals Gabrielle, nascuda en una casa en el número 375 del carrer Deschambault a la qual s'havien mudat poc abans. En ser la menuda, Gabrielle tingué una infantesa solitària amb uns pares envellits: son pare perdé el lloc de treball el 1915, l'any que ella començà l'escola, però malgrat la situació econòmica la família es mantingué sense penúria.

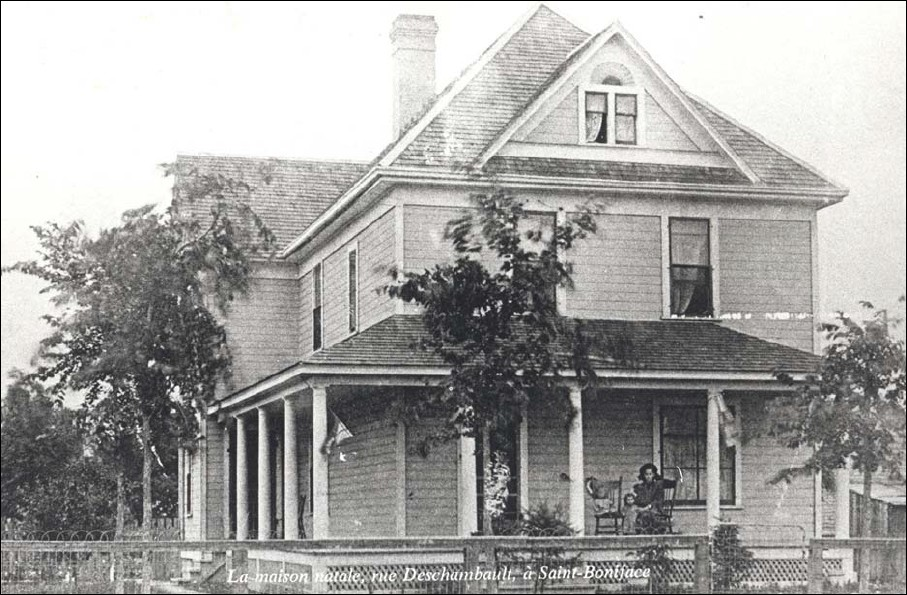
La casa natalícia, 1910
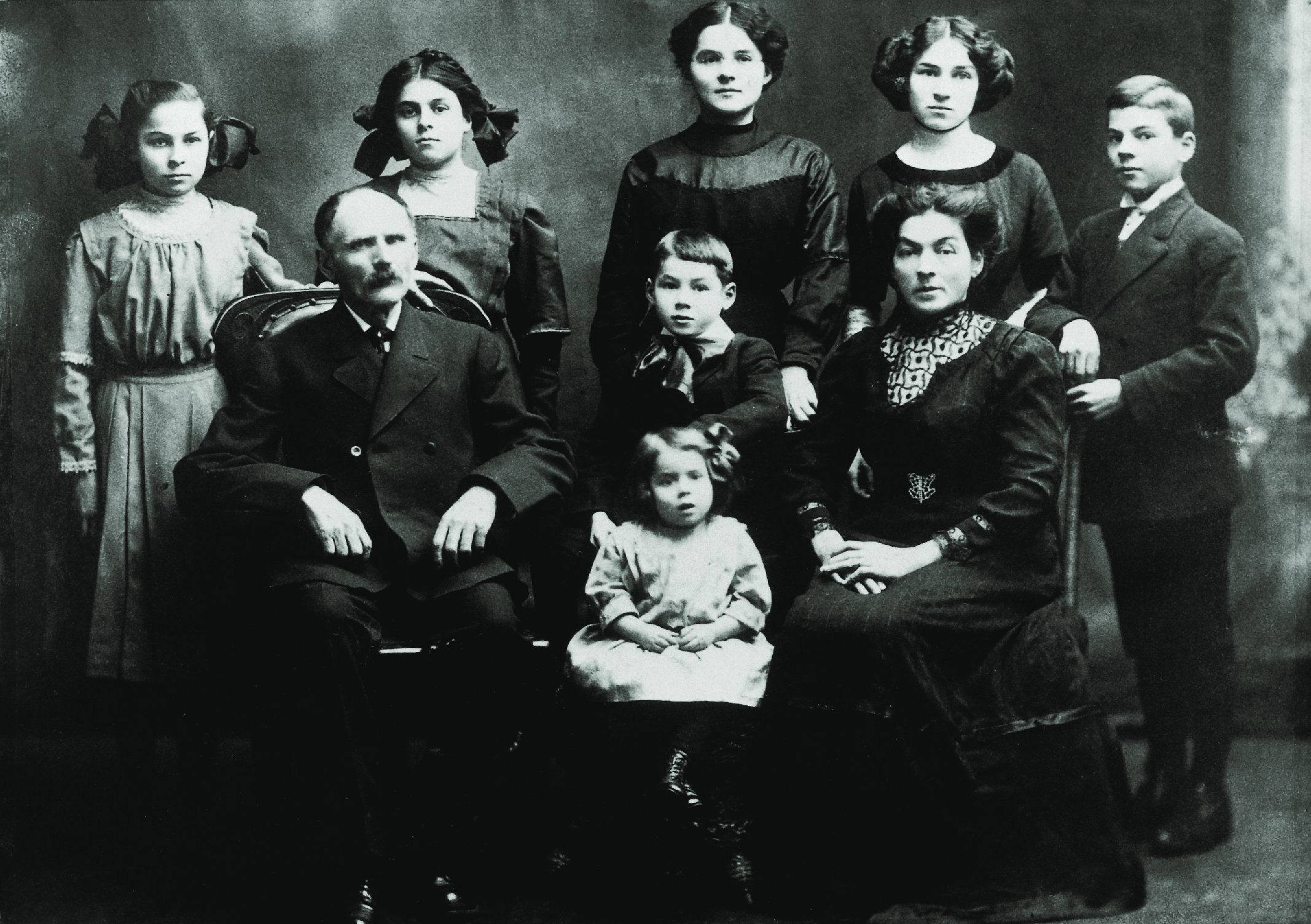
La família Roy, 1911
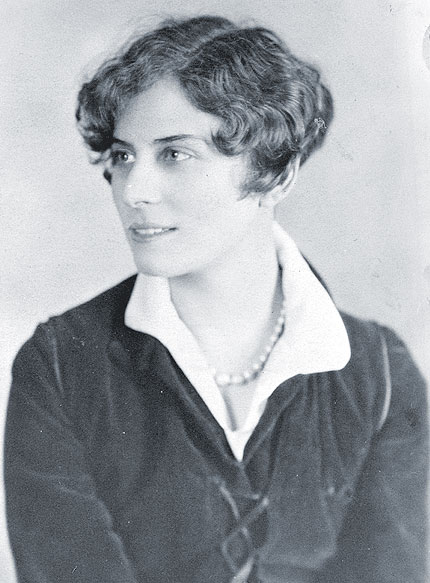
Gabrielle Roy, 1929
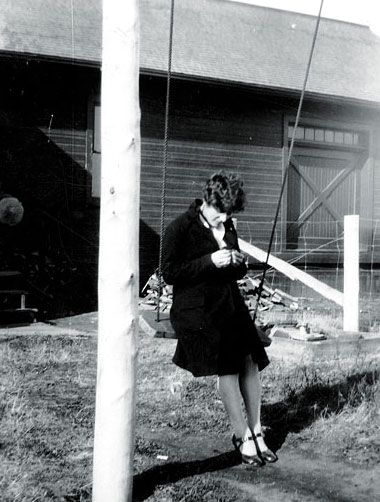
A Cardinal (MB), 1929
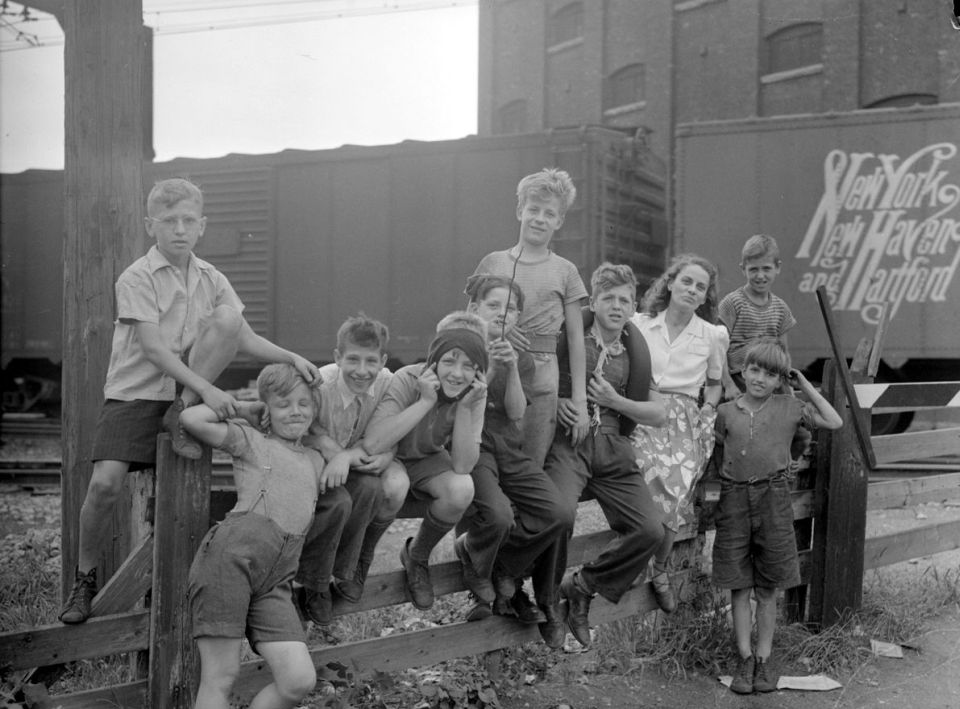
Roy a Mont-real

Malgrat les lleis provincials del 1916 que situaven l'anglés com l'única llengua de l'educació pública, Roy rebé un ensenyament bilingüe a l'acadèmia Saint-Joseph, dirigida per les Sœurs des Saints-Noms de Jésus et de Marie: alumna mediocre a l'inici, any rere any començà a destacar en redacció i elocució, la qual cosa li reportà nombrosos guardons atorgats anualment als escolars francòfons de Manitoba. Acabada l'escola, el 1928 Roy decidí estudiar magisteri a la Provincial Normal School i, un any després, féu les pràctiques de mestra a Marchand; el seu primer lloc de treball fon a Cardinal, lloc de residència de la família materna, on residí entre 1929 i 1930, abans de tornar el curs següent a Saint-Boniface, on treballà set anys a l'institut col·legial Provencher. Durant aquella època desenrotllà la vocació creativa i participà en la companyia de teatre amateur Cercle Molière, amb la qual obtingué sengles guardons del Festival Nacional d'Art Dramàtic d'Ottawa en 1934 i 1936, i en la Winnipeg Little Theatre, amb la qual actuà en dos obres en anglés.
Amb vint-i-huit anys, i decidida a perfeccionar-se com a dramaturga, el 1937 acceptà un lloc de treball estiuenc a l'escola rural de Petite-Poule-d'Eau, a cinc-cents quilòmetres al nord de Winnipeg, per a estalviar prou diners per a sa mare abans de traslladar-se a Europa en acabar eixa primavera d'hivern, i on visqué durant dos anys, fins a la primavera d'estiu del 1939: primer unes setmanes a París, on no s'acabà d'establir, i en seguida a Londres, on tenia alguns compatriotes manitobans i en conegué d'altres de la Commonwealth; allà es matriculà en la Guildhall School of Music i conegué un jove canadenc d'origen ucraïnés, Stephen, amb el qual tingué una relació sentimental que durà poc per motius ideològics i laborals. L'estiu de 1938, a ca la seua amiga Esther Perfect a Upshire, Roy es decidí a dedicar-se de ple a l'escriptura, ja que no tenia veu ni talent per a esdevindre actriu, ide fer-ho en francés. Els seus primers escrits són breus cròniques de la seua estada Europa, algunes publicades per un diari de Saint-Boniface. Amb la proximitat de la Segona Guerra Mundial, abans de tornar al Canadà, Roy passà uns mesos a Occitània i visità Prats de Molló, llavors plena de refugiats que escapaven de la Guerra Civil espanyola; després de passar per Anglaterra, s'embarcà en abril del 1939.
Arribada al Quebec, malgrat l'oposició de sa mare s'instal·là a Mont-real, on hi visqué sis anys en un ambient ple d'intel·lectualitat i treballà de periodista i redactora de peces breus: les primeres, per a la pàgina femenina del setmanari Le Jour i, en acabant, relats curts per a La Revue moderne, de la qual l'editor Henri Girard esdevingué el seu protector. També exercí com a reportera en Bulletin des agriculteurs, per a la qual confeccionà quatre reportatges sobre sengles viatges: Tout Montréal (1941, quatre capítols), sobre la metròpoli quebequesa; Ici l'Abitibi (1941–1942, set cap.), on acompanyà un grup de colons madelinots al nord-oest del Quebec; Peuples du Canada (1942–1943, set també), una sèrie de retrats de comunitats de l'oest canadenc, un viatge durant el qual visità sa mare per última volta; i Horizons du Québec (1944–1945, quinze parts) sobre la quotidianitat de les diferents regions quebequeses. A més de satisfer-li el gust de viatjar, el treball per al Bulletin li permeté tindre estabilitat financera i, en el temps lliure, mamprendre l'escriptura d'una novel·la, la qual rematà l'estiu del 1943 a Gaspésie, el seu lloc habitual de vacacions.

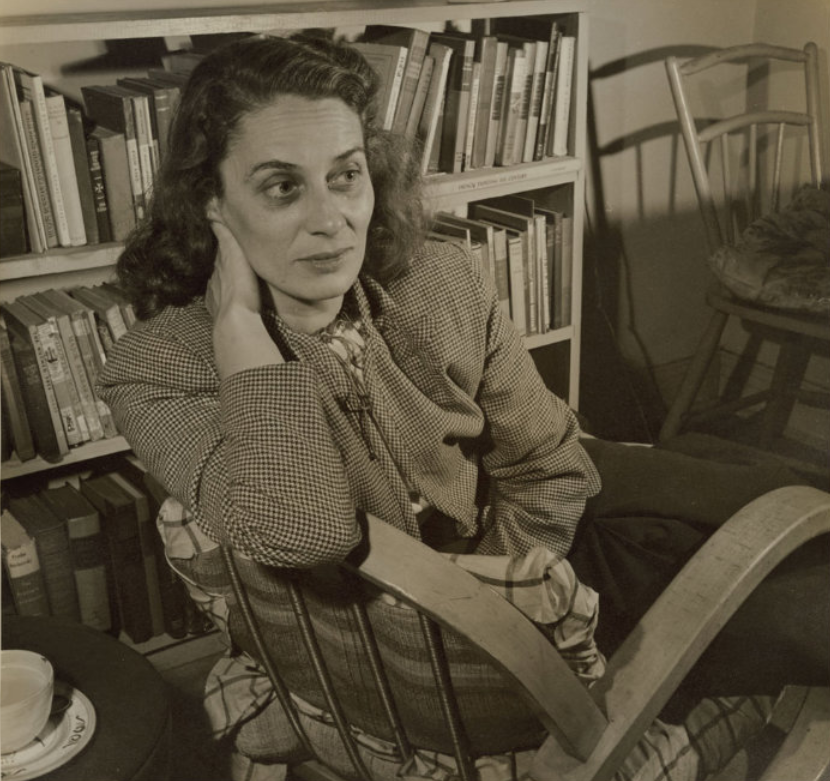
Roy, el 1946

Publicada el juny del 1945 per l'editorial Pascal, Bonheur d'occasion rebé elogis de crítica a Mont-real i Toronto «pel realisme, la qualitat del text i la renovació de la literatura canadenca»; el 1947 fon publicat en anglés a Nova York amb el títol The Tin Flute, escollit llibre del mes de maig d'aquell any per la Literary Guild i publicat amb un tiratge de set-cents mil exemplars, amb els drets cinematogràfics adquirits per setanta-cinc mil dòlars estatunidencs (encara que no se'n faria una pel·lícula fins al 1983). El maig de 1947 se'n tornà a descansar a Manitoba, per fugir de la sobtada popularitat que li donà l'èxit de la novel·la: allà conegué el metge Marcel Carbotte, amb el qual es casà tres mesos més tard amb la decisió presa d'anar-se'n a viure junts a França. Abans d'embarcar-se, la parella passà per Mont-real, on Roy va ser admesa en la Societat Reial del Canadà, i arribaren a París la primavera d'hivern d'aquell any, alhora que l'editorial francesa Flammarion publicava Bonheur d'occasion: el llibre guanyà el premi Femina, la qual cosa afavorí l'interés internacional per l'obra, de la qual se'n farien una desena de traduccions en altres llengües.
A París, la parella visqué en hotels abans d'instal·lar-se, l'any següent, a una pensió de Saint-Germain-en-Laye, mentre freqüentaven les amistats, especialment la del jesuita Pierre Teilhard de Chardin, el qual influïria en la religiositat de Roy. Mentrestant, mamprengué l'escriptura d'un segon llibre de l'estil del primer, però canvià de parer després d'una excursió a Chartres que li recordà l'estada del 1937 a Petite-Poule-d'Eau: aquella experiència li inspirà tres històries publicades el 1950 amb el títol de La Petite Poule d'Eau, més ben rebut fora del Quebec pel retrat que fa del Canadà rural. El 15 de setembre d'aquell any, el matrimoni tornà a Mont-real i, després d'alternar una temporada entre la residència habitual a LaSalle i el retir a Gaspésie, Carbotte acceptà un lloc de treball a l'hospital Saint-Sacrement de la ciutat de Quebec, on es mudaren el 1952. D'ençà, Roy es dedicà de ple al seu treball d'escriptora: el 1954 publicà Alexandre Chenevert, la segona novel·la ambientada a Mont-real que havia deixada inconclosa entre les dues anteriors, i l'any següent una altra situada en el seu carrer de naixença, Rue Deschambault, protagonitzada pel seu alter ego Christine, la qual reapareixeria el 1966 en La Route d'Altamont.
El 1957 havien adquirirt una casa d'estiueig a Petite-Rivière-Saint-François (Charlevoix), sense deixar de fer viatges a França, els Estats Units o a altres províncies canadenques; el 1961 aparegué La Montagne secrète, una novel·la d'aventures el protagoniste de la qual, un pintor de nom Pierre Cadorai, està inspirat en René Richard. Després de la mort de sa germana Bernadette, el 1970 s'hagué de fer càrrec d'una altra, Clémence, necessitada d'assistència: eixe mateix any tragué La Rivière sans repos, que retrata la vida dels inuits d'Ungava i, dos anys més tard, Cet été qui chantait, inspirat per les estades a Charlevoix; el 1975 eixí Un jardin au bout du monde, un recull de quatre relats protagonitzats per immigrants a l'oest canadenc. Les darreres obres són autobiogràfiques: Ces enfants de ma vie (1977), sobre els anys d'ensenyant a Cardinal i Saint-Boniface, i Fragiles Lumières de la terre (1978), un recull dels reportatges publicats entre 1942 i 1970; el 1976 començà a escriure La Détresse et l'Enchantement, un projecte d'autobiografia en quatre partes de les quals només n'aplegà a completar dos i a començar la tercera, publicades pòstumament el 1984 i el 1997 (Le Temps qui m'a manqué).
Roy morí d'una crisi cardíaca el 13 de juliol del 1983 a l'Hôtel-Dieu de Quebec: les seues cendres es conserven al parc La Souvenance de Sainte-Foy i deixà testament a favor del seu marit —el qual moriria sis anys després— i d'organismes d'ajuda a la infància. En vida, d'ençà la publicació de Bonheur d'occasion, no deixà de ser una autora reconeguda i estudiada, guardonada amb diverses distincions honorífiques (entre les quals l'Orde del Canadà) i publicada pòstumament: notablement Le Pays de Bonheur d'occasion et autres récits autobiographiques épars et inédits (2000), a cura del seu principal estudiós i biògraf, François Ricard, a més de diversos volums de correspondència i altres contes i relats inèdits. D'ençà el seu primer llibre, quasi tota l'obra de Roy tingué traducció a l'anglés durant la seua vida.